# پارک ملی طبیعی سینه‌ویر
پارک ملی طبیعی سینه‌ویر (اوکراینی: Національний парк «Синевир») یکی از پارک‌های ملی اوکراین در استان زاکارپاتیا در جنوب غربی این کشور می‌باشد. این پارک در سال ۱۹۷۴ تأسیس شد و وسعت آن ۴۰٬۴۰۰ هکتار است. این پارک خود دفتر مرکزی‌ای در شهرکی از خوست دارد. پارک شامل گیاگان و زیاگان متنوعی است. از جذابیت‌های آن می‌توان به دریاچه سینه‌ویر و پناه‌گاه خرس‌های قهوه‌ای آن اشاره کرد.

## نگارخانه

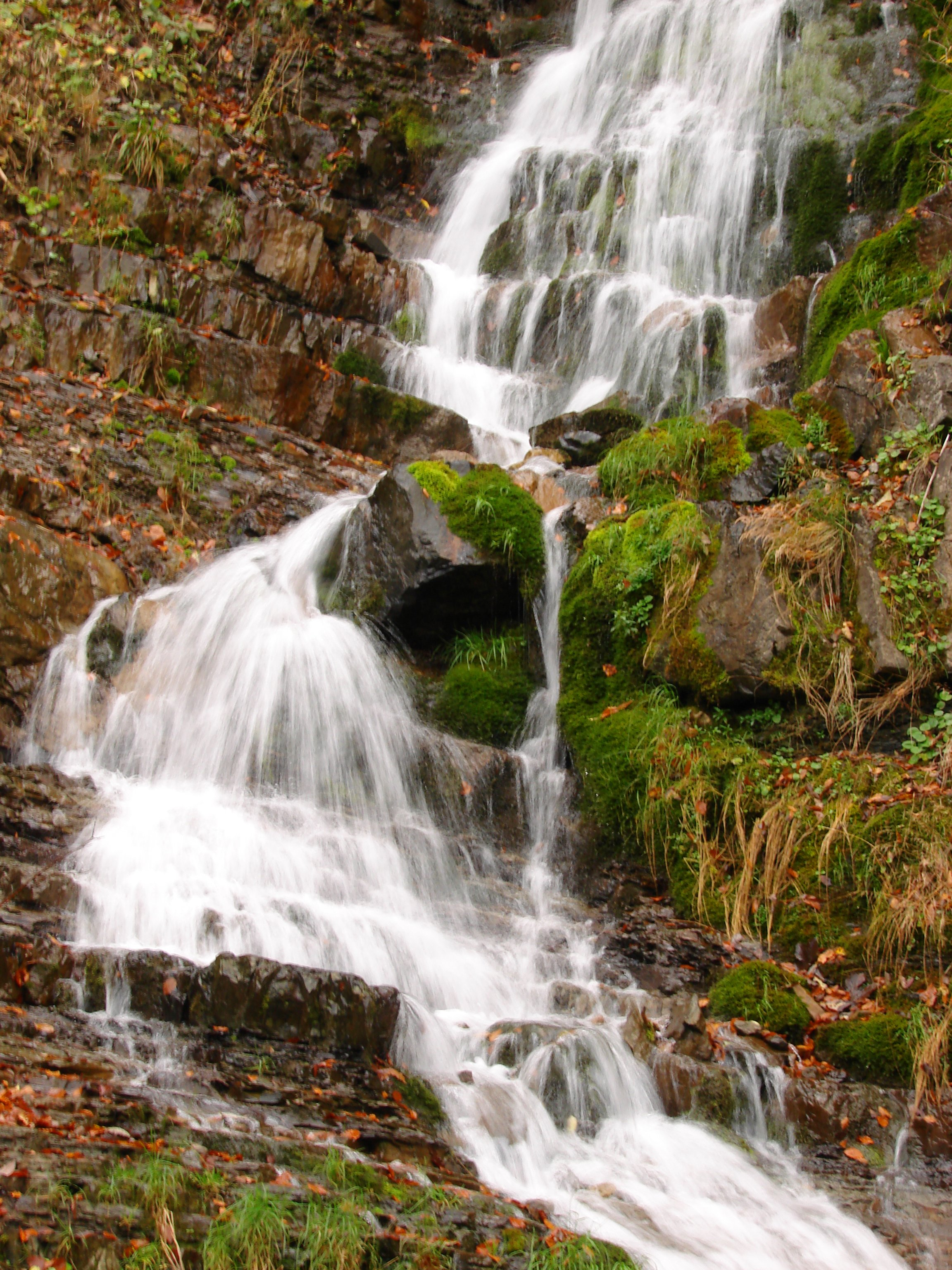
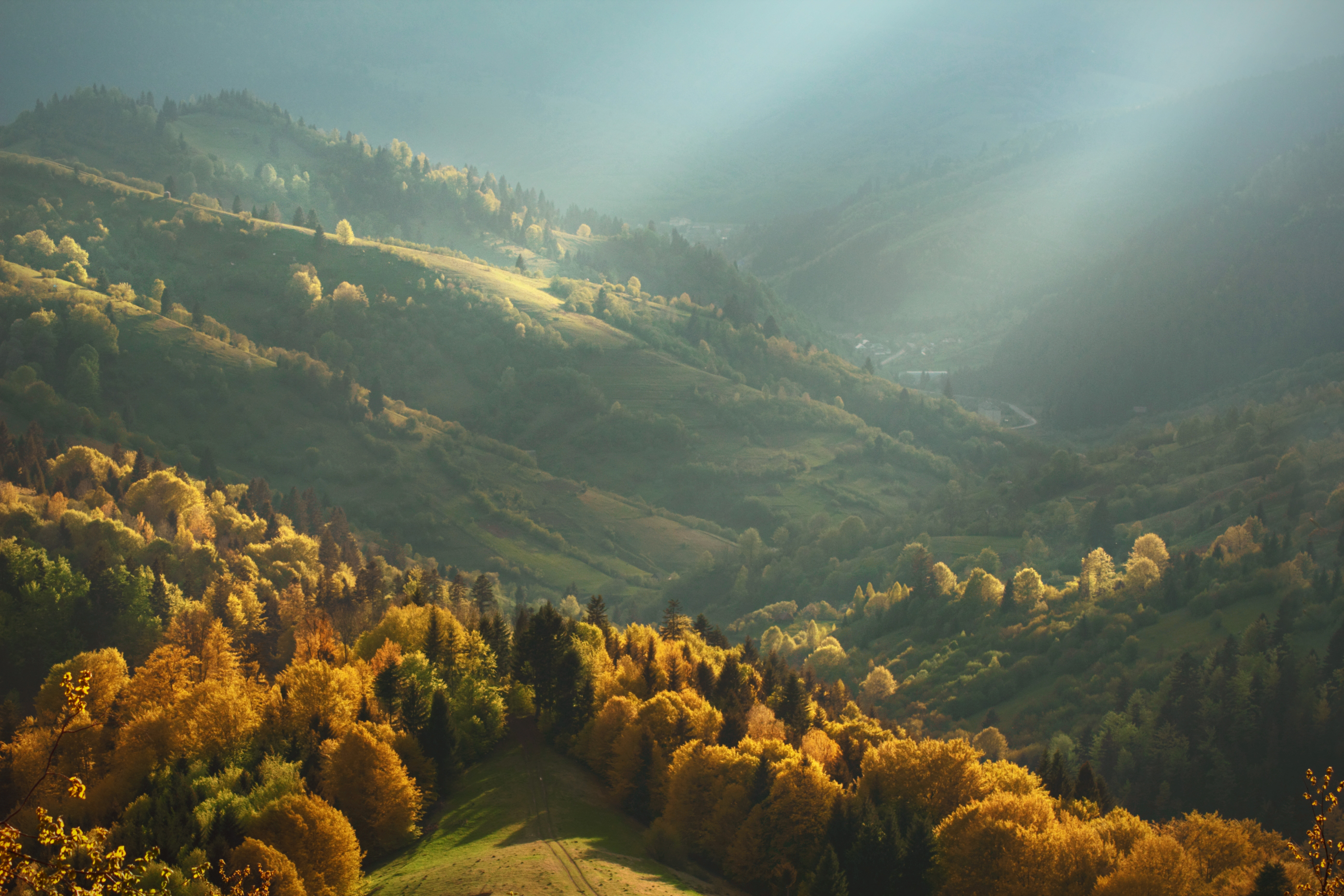
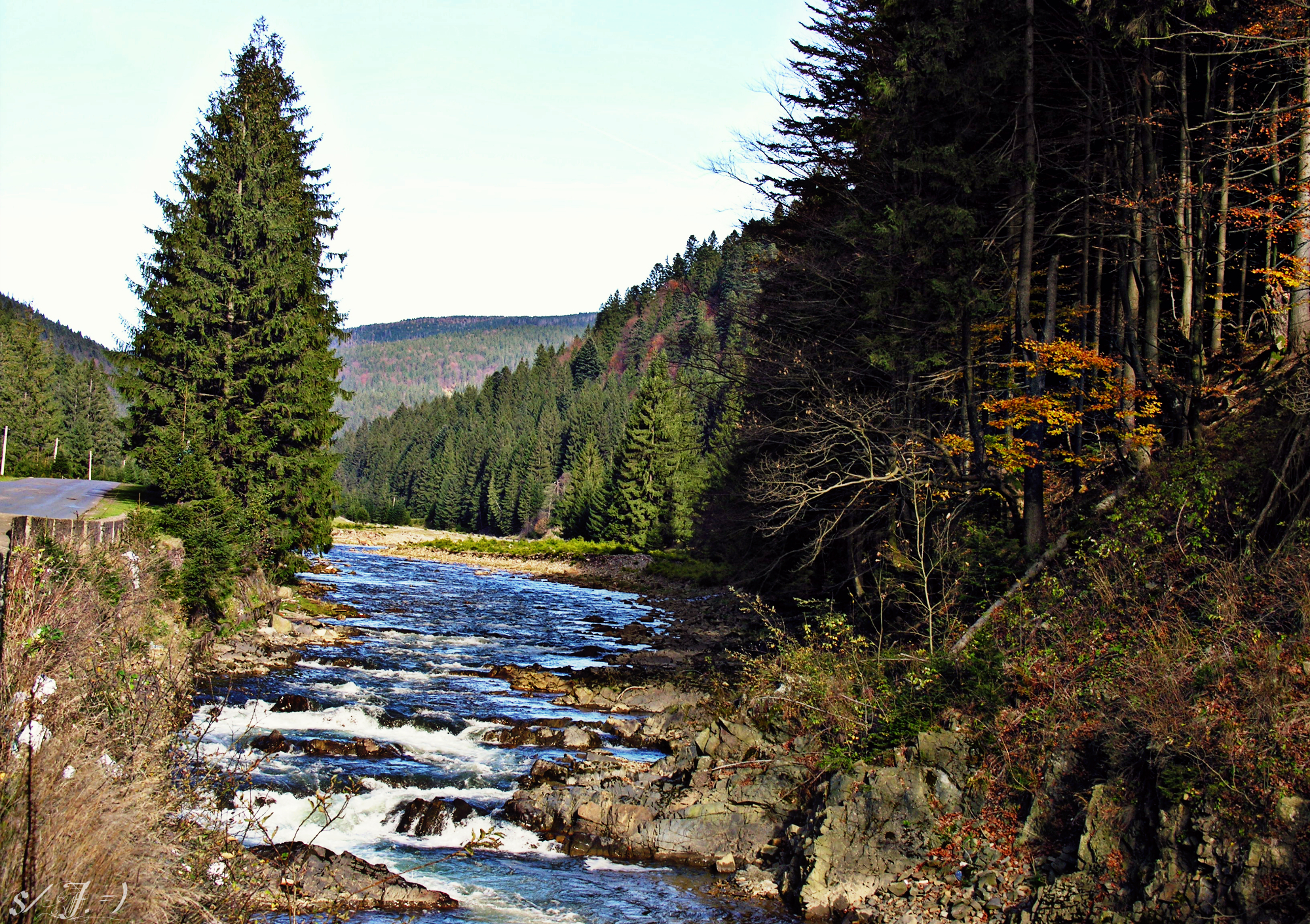
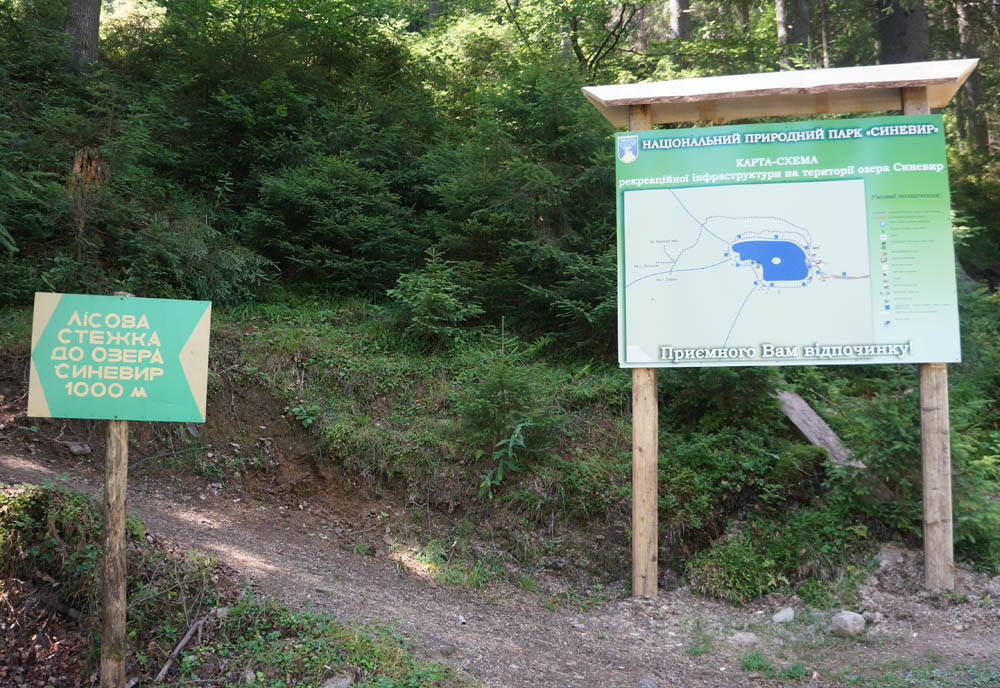
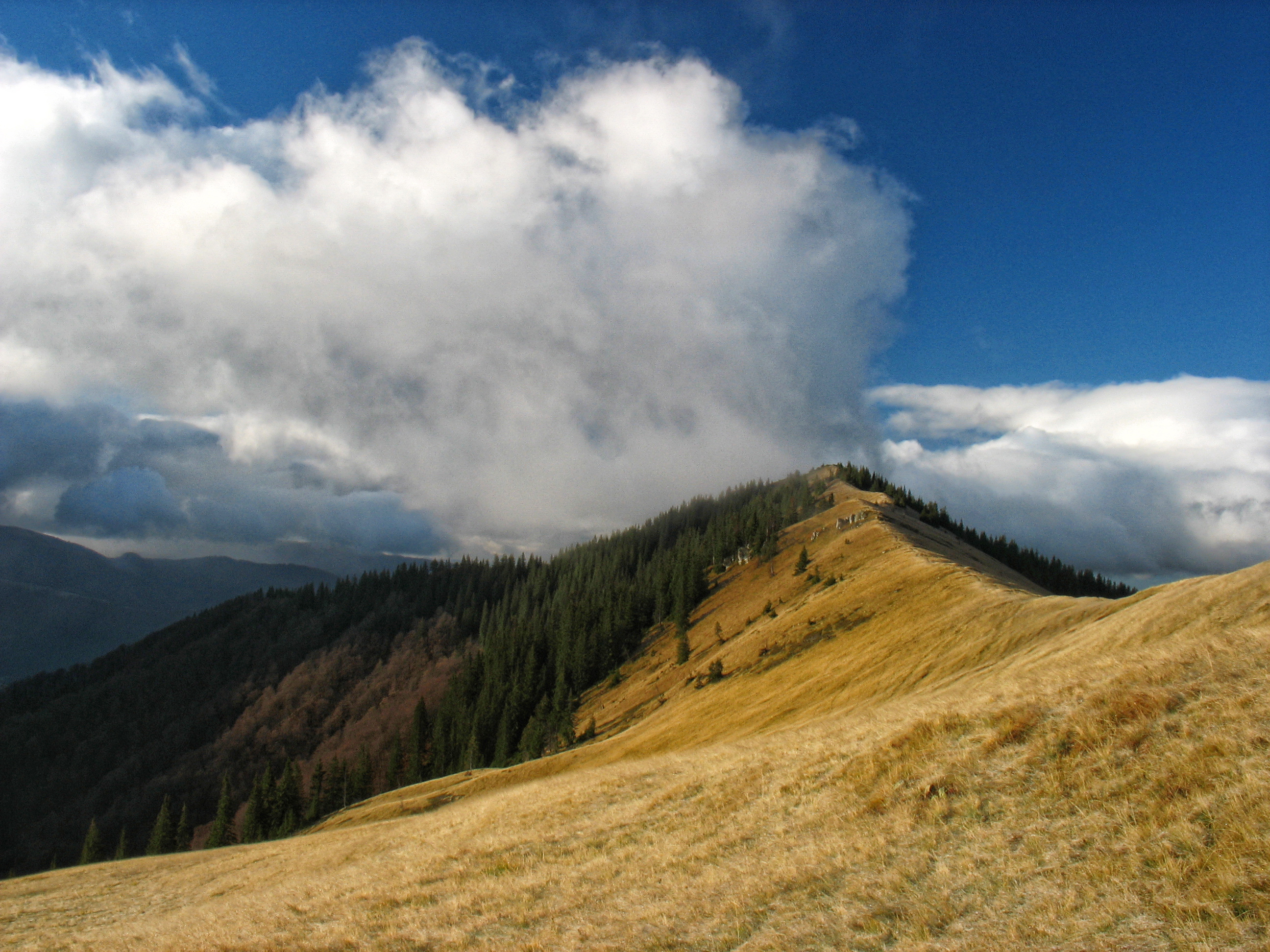
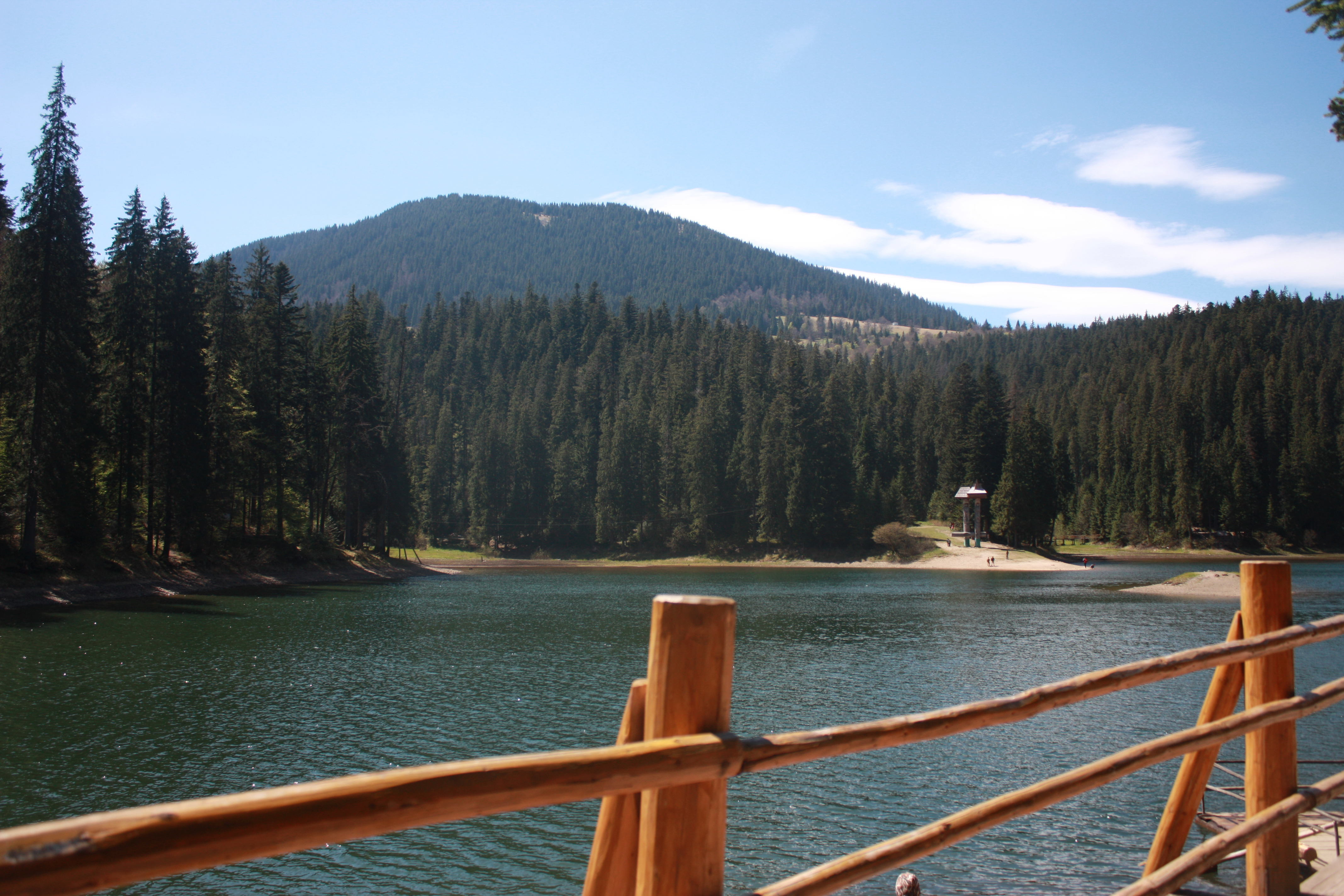
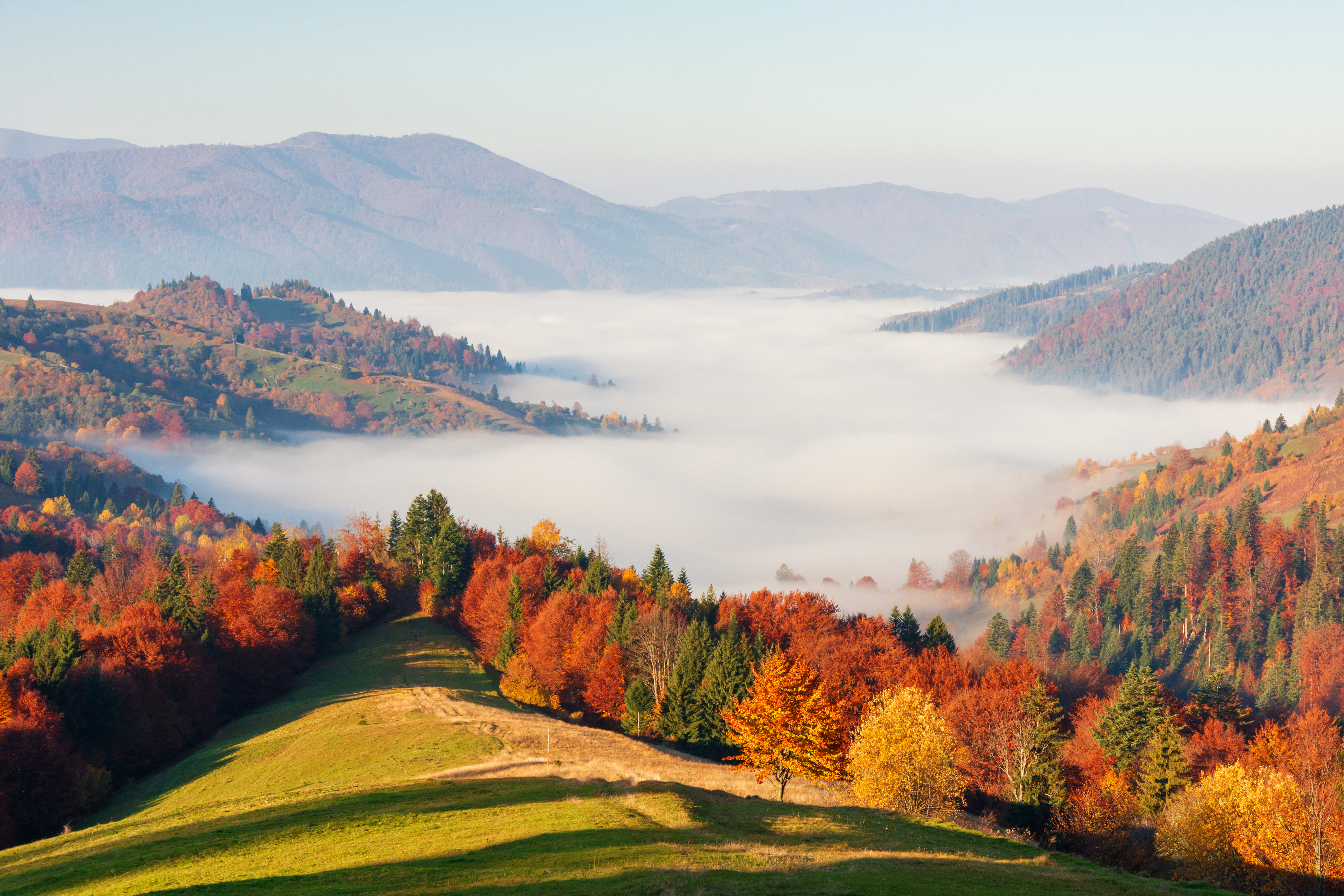
پارک ملی طبیعی سینه‌ویر در استان زاکارپاتیا، اوکراین در فصل پاییز.